# آندره موریرا
آندره موریرا (پرتغالی: André Moreira؛ زادهٔ ۲ دسامبر ۱۹۹۵) یک بازیکن فوتبال اهل پرتغال است که در پست دروازه‌بان برای اتلتیکو مادرید در لا لیگا بازی می‌کند.
از باشگاه‌هایی که در آن بازی کرده‌است می‌توان موریرنز اشاره کرد.